# جون أستروم (كاتب)
جون أستروم (بالسويدية: Johan Åström)‏ (و. 1767 – 1844 م) هو كاتب، وقسيس سويدي، توفي عن عمر يناهز 77 عاماً.